# Nada (časopis)
Časopis za pouku, zabavu i umjetnost Nada bila je ilustrirana književna revija koju je 1894. pokrenuo Konstantin Kosta Herman, austrougarski vladin povjerenik za Sarajevo, ujedno i glavni urednik časopisa. Izdavala ga je Zemaljska vlada Bosne i Hercegovine, a izlazio je dva puta mjesečno, na latiničnom i ćiriličnom pismu. Bio je to ponajbolji časopis takvog profila u tadašnjoj Bosni i Hercegovini, zahvaljujući prije svega kvalitetnim autorima koji su na njegovim stranicama objavljivali svoje uratke.
Osim istaknutih književnih imena tog doba, poput Silvija Strahimira Kranjčevića, surađivali su i početnici kojima je časopis poslužio kao odskočna daska za ulazak u svijet književnosti, odnosno publicistike. Od 1895. do 1903. časopis je u stvarnosti uređivao Kranjčević, iako je nominalni urednik bio Konstantin Kosta Herman. Kranjčević je u toj poziciji bio ponajviše Hermanovim povjerenjem i uživao slobodu zahvaljujući kojoj je Nada okupljala najuglednije književnike i postala najvažniji književni časopis bosanskohercegovačke moderne. U Nadi je Kranjčević objavio veći broj svojih književnih prikaza i ocjena; neki od njih nadilaze potrebe zbog kojih su tada bili napisani.
Časopis je izlazio do 1903. godine kada je ugašen zbog financijskih razloga.